# Mamnoon Hussain
Mamnoon Hussain (urdu: ممنون حسین) (født 23. december 1940, død 14. juli 2021) var en pakistansk politiker, der var Pakistans præsident fra 2013 til 2018.
Hussain blev først udnævnt til guvernør for provinsen Sindh i juni 1999 af præsident Muhammad Rafiq Tarar, men han blev fjernet fra stillingen et par måneder senere på grund af militærkuppet i 1999. Hussain blev derefter nomineret til præsidentskabet af det politiske parti Pakistan Muslim League (N) i juli 2013 og blev efterfølgende valgt til Pakistans præsident gennem et indirekte præsidentvalg. Han tiltrådte den 9. september 2013. Hussain opretholdt en lavmælt profil som præsident, og han markerede sig sjældent i landets politik, selvom han var involveret i et program for udryddelse af polio. Han blev efterfulgt som præsident af Arif Alvi i 2018.